# Прапор Боршевичів
Прапор Боршевичів — один з офіційних символів села Боршевичі, Самбірського району Львівської області.

## Історія
Прапор затвердила IV сесія Боршевицької сільської ради 3-го (ХХІІІ) скликання рішенням № 19 від 18 березня 1999 року.
Автор — Андрій Гречило.

## Опис
Квадратне синє полотнище, на якому три білі підкови, дві над одною, повернуті вухами до центру.

## Зміст
Прапор побудований на основі символіки герба Боршевичів. Синє поле означає річку Вирву, над якою розташоване село, а підкови вказують на один із давніх місцевих промислів.
Квадратна форма полотнища відповідає усталеним вимогам для муніципальних прапорів (прапорів міст, селищ і сіл).